# Alfred Klaar

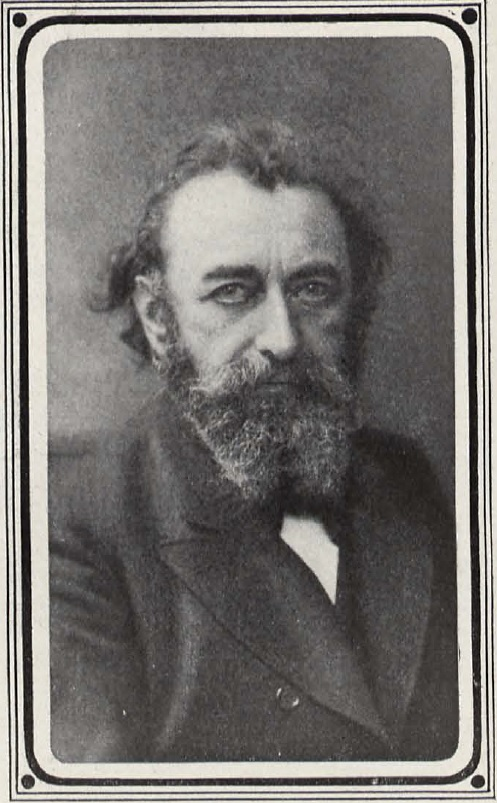
Alfred Klaar.

Alfred Klaar (geboren 7. November 1848 in Prag, Kaisertum Österreich; gestorben 4. November 1927 in Berlin; ursprünglicher Name Aaron Karpeles) war ein österreichischer Literaturhistoriker, Journalist und Schriftsteller.

## Leben
Alfred Klaar stammte aus einer jüdischen Familie, er ließ sich 1887 katholisch taufen. In Prag avancierte er im Laufe der Jahre zu einem „Literaturpapst“, ist aber heute beinahe vergessen. Mit seiner „objektiven Kritik“ war er ein Gegenspieler von Alfred Kerr.
1868 bis 1872 war er Redakteur des Tagesboten aus Böhmen, seit 1873 Theater- und Kunstkritiker der Prager Bohemia, deren Chefredakteur Franz Klutschak ihn verpflichtet hatte; Klaar blieb auch unter dessen Nachfolger Josef Willomitzer. Das erste von Klaar besprochene Stück war das Lustspiel „Blitzableiter“ von Otto Franz Gensichen. 1885 kandidierte Klaar für die deutsche Partei bei den Wahlen zur Prager Stadtverordnetenversammlung; er unterlag in der Stichwahl.
Seit 1885 war er zugleich Dozent der Literaturgeschichte an der Deutschen Technischen Hochschule in Prag und seit 1898 dort Professor (er hatte 1886 in Leipzig promoviert).
1899 übersiedelte er nach Berlin, dort war er Leiter des Feuilletons der Berliner Neuesten Nachrichten, von 1901 bis 1912 Theaterreferent bei der Vossischen Zeitung in Berlin, zeitweise dort auch Leiter des Feuilletons. Weiterhin war er Dozent an der Technischen Hochschule Charlottenburg und Mitarbeiter der Neuen Freien Presse. Er war Vorsitzender des Verbandes Berliner Theaterkritiker, der im Dezember 1913 gegründet wurde.
Alfred Klaar war in zweiter Ehe mit der Schauspielerin Paula Eberty verheiratet. Aus dieser Ehe stammt auch die Märchensammlerin und Übersetzerin Marianne Klaar.

## Schriften (Auswahl)

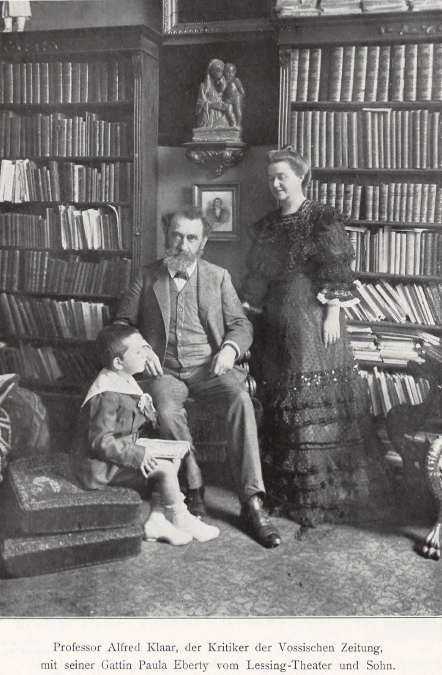
Alfred Klaar mit seiner zweiten Frau Paula Eberty und seinem Sohn, 1906. Foto von R. Siegert.

- Die fahrenden Komödianten. Scherzspiel. Prag 1876.
- Das moderne Drama, dargestellt in seinen Richtungen und Hauptvertretern. 3 Bände. Prag und Leipzig 1883–1884.
- Der Empfang. Geschichtliches Festspiel. Dresden 1888.
- Diskretion. Lustspiel. Berlin 1890.
- Grillparzer als Dramatiker. Bauer, Wien 1891.
- Wer schimpft, der kauft. Lustspiel. Berlin 1891.
- Schauspiel und Gesellschaft. 1902.
- Wir und die Humanität. 1902.
- Uriel Acosta. Leben und Bekenntnisse eines Freidenkers. 1909.
- „Die Krisis der Tragödie I“. In: Das literarische Echo 12. Jg., Nr. 13, 1. April 1910, Sp. 911–918 Digitalisat; „Die Krisis der Tragödie II“ In: Das literarische Echo 12. Jg., Nr. 14, 15. April 1910, Sp. 983–989 [Digitalisat]
- Schauspiel und Gesellschaft. 1910.
- Probleme der modernen Dramatik. 1921.
- Ludwig Fulda. Leben u. Lebenswerk. Cotta, Stuttgart 1922.
- Spinoza 1926.

## Herausgeber (Auswahl)
- Ludwig Börne: Gesammelte Schriften. Vollständige Ausgabe in sechs Bänden nebst Anhang: Nachgelassene Schriften in zwei Bänden. Mit Börnes Portr., einem Briefe in Faks. u. einer biograph.-krit. Einl. von Alfred Klaar. Hesse, Leipzig [1899].
- Franz Grillparzer: Sämtliche Werke in sechzehn Bänden. Mit Einleitungen von Alfred Klaar. Knaur, Berlin, Leipzig [1903].
- Karl Gutzkow: Das Urbild des Tartüffe. Lustspiel in fünf Aufzügen. Mit Einl. u. Anm. von Alfred Klaar. Hesse, Leipzig [1908]. (= Die Meisterwerke der deutschen Bühne. 56.)
- Karl Gutzkow: Der Königsleutnant. Lustspiel in vier Aufzügen. Mit Einl. u. Anm. von Alfred Klaar. Hesse, Leipzig [1908]. (= Die Meisterwerke der deutschen Bühne. 58.)
- Karl Gutzkow: Uriel Acosta. Trauerspiel in fünf Aufzügen. Mit Einl. u. Anm. von Alfred Klaar. Hesse, Leipzig [1908]. (= Die Meisterwerke der deutschen Bühne. 57.)
- Karl Gutzkow: Zopf und Schwert. Lustspiel in fünf Aufzügen. Mit Einl. u. Anm. von Alfred Klaar. Hesse, Leipzig [1908]. (= Die Meisterwerke der deutschen Bühne. 55.)